# Otobong Nkanga
Otobong Nkanga

Link zum Bild

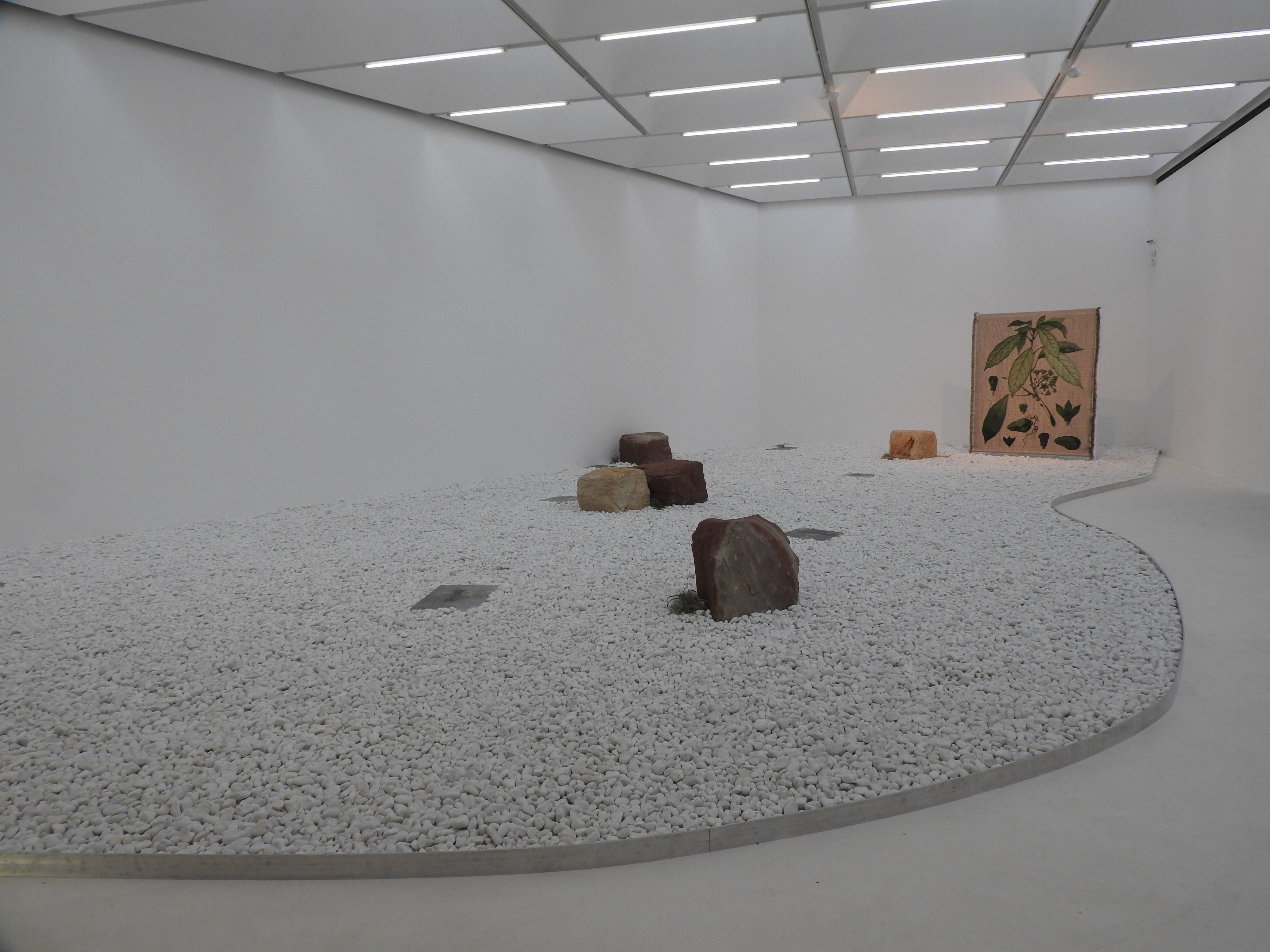
Arbeit: Taste of a Stone ausgestellt in der Nottingham Contemporary Gallery

Otobong Nkanga (* 1974 in Kano) ist eine in Nigeria geborene Bildende und Performance-Künstlerin, die in Antwerpen wohnt. 

## Leben
Otobong Nkanga studierte Kunst an der Obafemi Awolowo University in Ile-Ife, Nigeria, und an der École nationale supérieure des Beaux-Arts in Paris, Frankreich. Im Anschluss nahm sie am Residenzprogramm der Rijksakademie van beeldende kunsten in Amsterdam teil. Im Jahr 2008 erwarb sie einen Master im Fach Performance Art an der DasArts-Schule, ebenfalls in Amsterdam. Im Jahr 2013 nahm sie am Berliner Künstleraustauschprogramm des DAAD teil.

## Werk
Nkangas Arbeit untersucht die sozialen und topographischen Veränderungen ihrer Umwelt, beobachtet deren inhärente Komplexität und versteht, wie Ressourcen wie Boden und Erde und ihre potenziellen Werte einer regionalen und kulturellen Analyse unterzogen werden. Ihre Arbeiten wurden weltweit gezeigt, darunter in der gemeinnützigen Organisation Project Row Houses in Houston, der Tate St. Yves, dem Stedelijk Museum, der Berlin Biennale im KW Institute for Contemporary Art, der Biennale von Sharjah und der 20. Biennale von Sydney.
Im Rahmen der Ausstellung Allan Kaprow in der Kunsthalle Bern interpretierte Nkanga Baggage (1972), eines seiner scores für Happenings, neu, indem sie Sand zwischen den Niederlanden und Nigeria hin- und hertransportierte. Sie fügte damit Kaprows Arbeit, die auf Fragen des Warenverkehrs von einem Punkt des Planeten zum anderen basierte, eine postkoloniale Dimension zu. Wie die Künstlerin in einem Interview ausführt, stehen die Konzepte von Identität und kulturellen Besonderheiten wieder im Mittelpunkt ihrer künstlerischen Geste der Wiederaneignung.
Auch im Jahr 2008 nutzte das Projekt Contained Measures of Land das Land sowohl als Symbol für das Territorium als auch für Wettbewerb und Konflikt. Ein Jahr später, während ihrer Residenz in Pointe-Noire, in der Republik Kongo, hat sie acht verschiedene Farben der Erde gesammelt. Pointe-Noire wurde von Portugiesen und Franzosen kolonisiert. Der Kunstkritiker Philippe Pirotte schrieb, dass Nkanga komme, um eine Art Vehikel für die Präsentation und den Transport zu schaffen, das den Gebrauchswert in einer Zeit, in der jeder von der Transformation der natürlichen Werkzeugressourcen besessen ist, die der Menschheit dienen, nicht definiert.
In ihrem Projekt Contained Measures of Tangible Memories, das 2010 begann, untersucht sie von ihrer ersten Reise nach Marokko aus die Praktiken des Färbens. Sie transformiert im Wesentlichen Objekte, die sich im Umlauf befinden, in Kunstobjekte.
Im Jahr 2012 schuf sie eine partizipative Performance für zwei Personen – die Künstlerin und eine weitere Person –, die mit einer Mixed-Media-Installation verknüpft war, unter dem Titel Contained Measures of Kolanut (Zurückhaltende Portionen von Kolanuss). Bestandteil der Installation waren zwei Fotos, eines von einem Baum namens adekola und eines von zwei Mädchen, die Bäume imitieren. Nkanga erklärte zu Beginn, dass der Kolabaum für die nigerianische Kultur wichtig sei und für ihre Kultur ein Symbol der Spiritualität darstelle. Danach bot sie den Teilnehmenden der Performance an, eine Colanuss zu teilen und gemeinsam zu essen. Sie stellte eine braune Nuss (Cola acuminata) oder eine cremefarbene Nuss (Cola nitida) zur Wahl. Das Öffnen und gemeinsame Verzehren von Colanüssen geht auf westafrikanische und nigerianische Traditionen der Kommunikation zurück, ist jedoch traditionell den Männern vorbehalten. Im Anschluss bat sie ihr Gegenüber, eine Karte aus einer größeren Anzahl von Karten auszuwählen, die das Sujet einer sodann von Nkanga erzählten Geschichte vorgab.
Im selben Jahr präsentierte sie eine neue Version ihrer Installation-Serie Contained Measures für das Tate-Programm Across the board, einer Plattform, die die jüngsten künstlerischen Praktiken in Afrika untersuchte. Sie lud die Besucher ein, sich auf eine Performance über die sich verändernden Zustände von Objekten und immateriellen Dingen wie Identität, Erinnerung und Wahrnehmung einzulassen, und zwar durch eine spezifische Strategie des Sammelns.
2021 inszenierte sie eine große Einzelausstellung im Kunsthaus Bregenz u. a. mit großformatigen, farbig leuchtenden Tapisserien, die sie eigens für die gewaltigen Betonwände und die Raumfolge im Kunsthaus Bregenz produziert hatte.

## Preise und Auszeichnungen
- 2015: Yanghyun Prize der Yanghyun Foundation Seoul, Südkorea[17][18]
- 2019: Peter-Weiss-Preis der Stadt Bochum[19]
- 2019: Lise Wilhelmsen Art Award des Henie Onstad Kunstsenter in Sandvika, Norwegen[20]
- 2020: Kunstkompass Newcomerin des Jahres in der Kategorie Stars von Morgen[21]
- 2025: Nasher Prize, Nasher Sculpture Center, Dallas, Texas[22]

## Ausstellungen
- 2010: Kunsthal Charlottenborg Copenhagen, Taste of a Stone. Ikǫ
- 2015: Biennale d’art contemporain de Lyon
- 2016: Nottingham Contemporary, The Encounter That Took a Part of Me
- 2017: documenta 14, Athen und Kassel
- 2019: 58. Biennale di Venezia
- 2019/20: From Where I Stand, Tate St. Yves
- 2020: Gropiusbau Berlin, "There'sNoSuchThingAsSolidGround"[23]
- 2021: Castello di Rivoli, Of Cords Curling around Mountains, kuratiert von Carolyn Christov-Bakargiev und Marcella Beccari[24]
- 2021: Kunsthaus Bregenz[25]